# Ceriporiopsis lowei
Ceriporiopsis lowei är en svampart som beskrevs av Rajchenb. 1987. Ceriporiopsis lowei ingår i släktet Ceriporiopsis och familjen Phanerochaetaceae.   Inga underarter finns listade i Catalogue of Life.